# Kawanabe Kyōsai

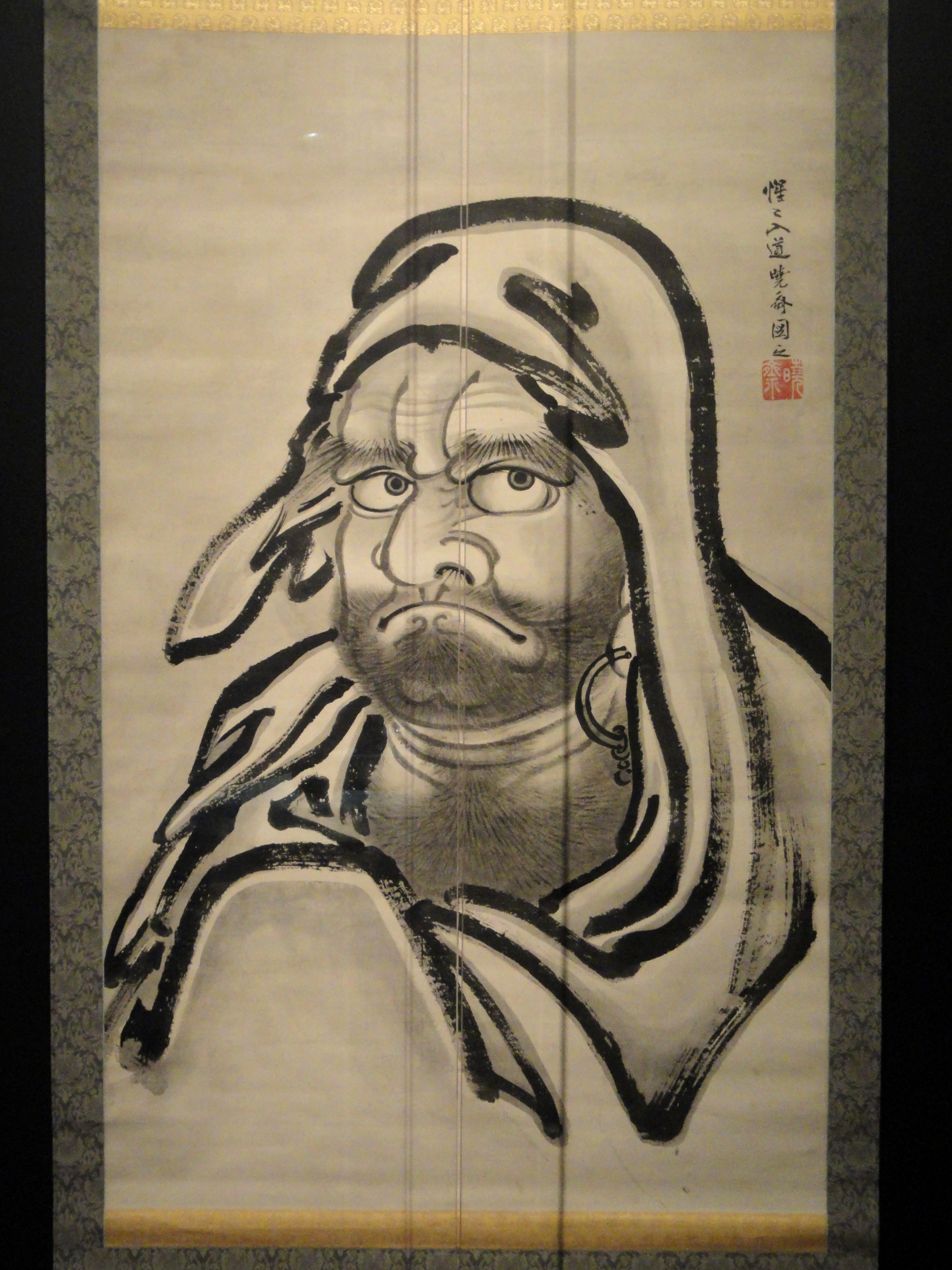
Kawanabe: Daruma

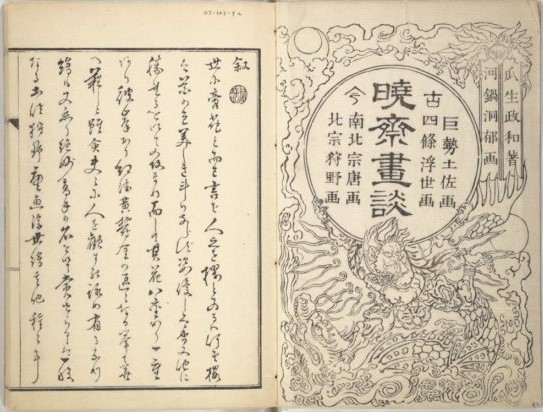
Titelblatt „Kyōsais Erzählungen“

Kawanabe Kyōsai (japanisch 河鍋 暁斎, Vorname auch Gyōsai gelesen; geb. 18. Mai 1831 in der Koga (Ibaraki); gest. 26. April 1889) war ein japanischer Maler im Ukiyoe-Stil und im späten Stil der Kanō-Schule.

## Namen
Sein eigentlicher Vorname war Nobuyuki (陳之), dann auch Shūsaburō (周三郎), Tōiku (洞郁). Seine Künstlernamen (号, gō) waren Baigai (売画), Baigai Dōjin (売画道人), Baigai Kyōsha (売画狂者), Chikamaro (周麿), Gaki (画鬼), Hata Kyōsha (畑狂者), Kyōsai bzw. Gyōsai (暁斎), Kyōsha Gaishi (狂者外史), Nyokū bzw. Jokū Nyūdō (如空入道), Raisui (雷酔), Shōshōan bzw. Seiseian (惺々庵), Shōshō Kyōsai (惺々狂斎), Shōshōsai bzw. Seiseisai (惺々斎), Shuransai (酒乱斎), Suiraibō (酔雷房). 

## Leben und Werk
Kawanabe war der zweite Sohn eines Samurai in der Domäne Koga. In seiner frühen Jugend lernte er die Kunst des Ukiyo-e bei Utagawa Kuniyoshi. Er bildete sich dann weiter in Tōkyō (damals noch Edo genannt)  unter Maemura Tōwa  (前村 洞和; ?–1841), später unter Kanō Tōhaku Chinshin (狩野 洞白 陳信; ?–1851),  dem 7. Oberhaupt des Surugadai-Zweiges (駿河台派) der Kanō-Familie. Dieser gab ihm den Namen „Tōiku“, als er 19 Jahre alt war und damit nun zur Kanō-Familie zählte.
Als Kawanabe 27 war, trennte er sich von der Kanō-Familie und machte sich selbstständig, ließ sich in der Hongō-Gegend von Tōkyō nieder. Er liebte den Sake, wie sein gō  „Shuransai“ andeutet, wobei gesagt wird, dass seine besten Bilder unter dessen Einfluss entstanden sind. – Seine Bilder wurden auf der Weltausstellung 1873 in  Wien  und auf der Weltausstellung 1878 in Paris gezeigt.
Seine Bilder, die meisten in später Kanō-Manier, schließen hervorragende Vogel-Studien ein und weisen oft einen wilden, exzentrischen Humor auf. Er hinterließ lebendige Skizzen von großer Meisterschaft und Kopien von Werken anderer Künstler. Er produzierte auch eine Reihe von Drucken, von denen viele Raben in schlichter Form zeigen, und Karikaturen voller phantasievoller Einfallskraft. Vor allem letztere prägen heute die Wahrnehmung Kyōsais.
Er hinterließ illustrierte Bücher, darunter „Kyōsais Bildüberlieferung“ (暁斎画伝, Kyōsai gaden), „Kyōsais Bilderstil“ (暁斎画譜, Kyōsai gafu), „Kyōsais vermischte Zeichnungen“ (暁斎漫画, Kyōsai manga), „Kyōsais Erzählungen“ (暁斎書談, Kyōsai shodan).

## Bilder

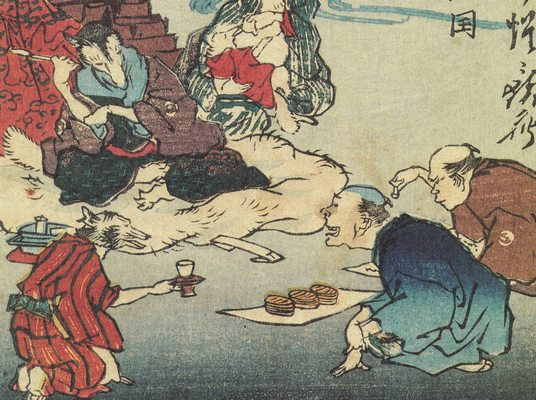
Dōsan Tanuki, vor 1868[A 1]
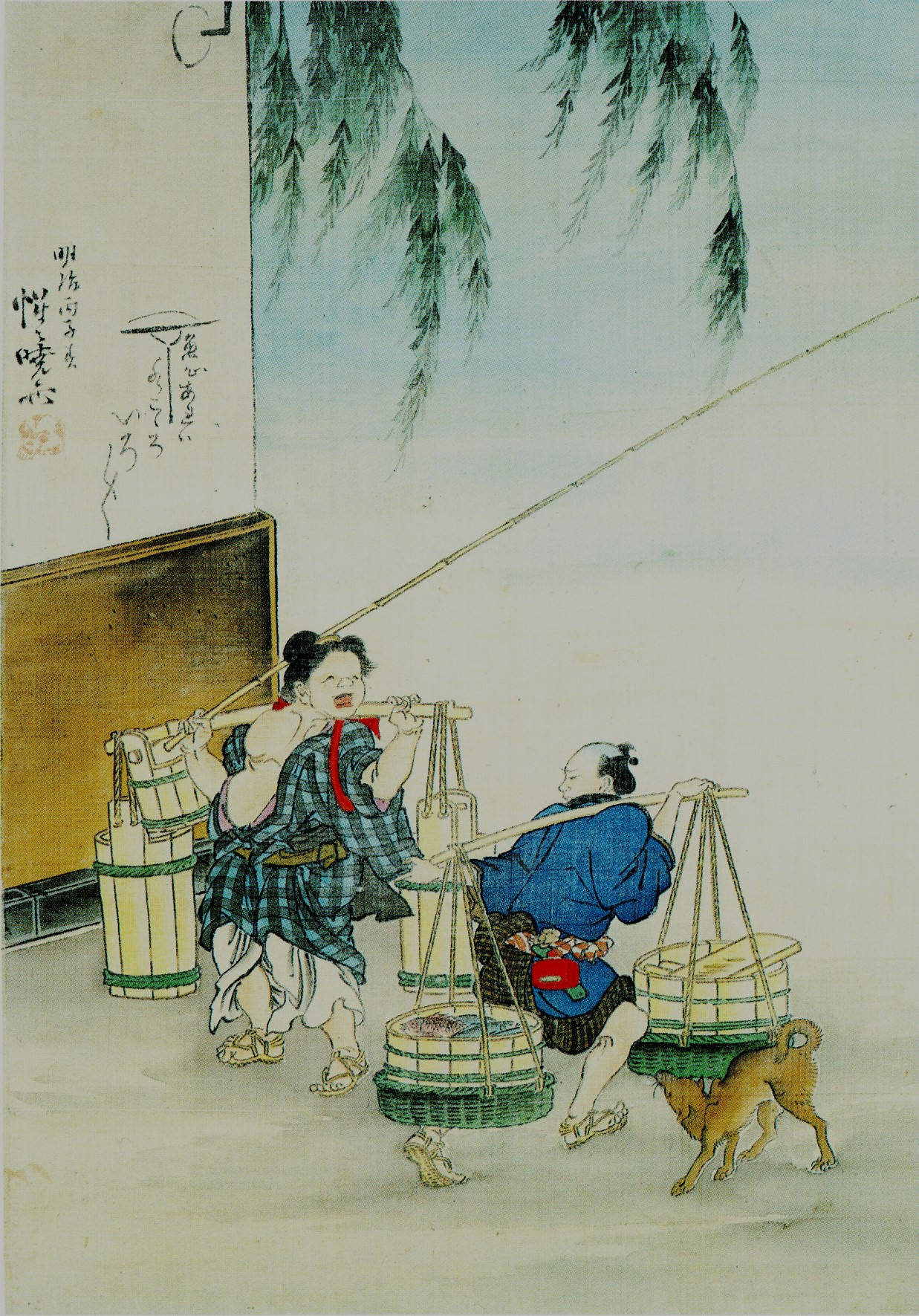
Fisch- und Wasserver-
käufer[A 2]
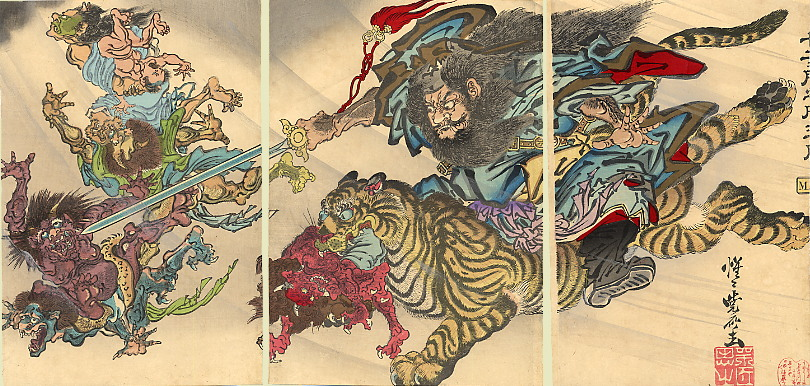
Shōki[A 3] auf einem Tiger, 1887
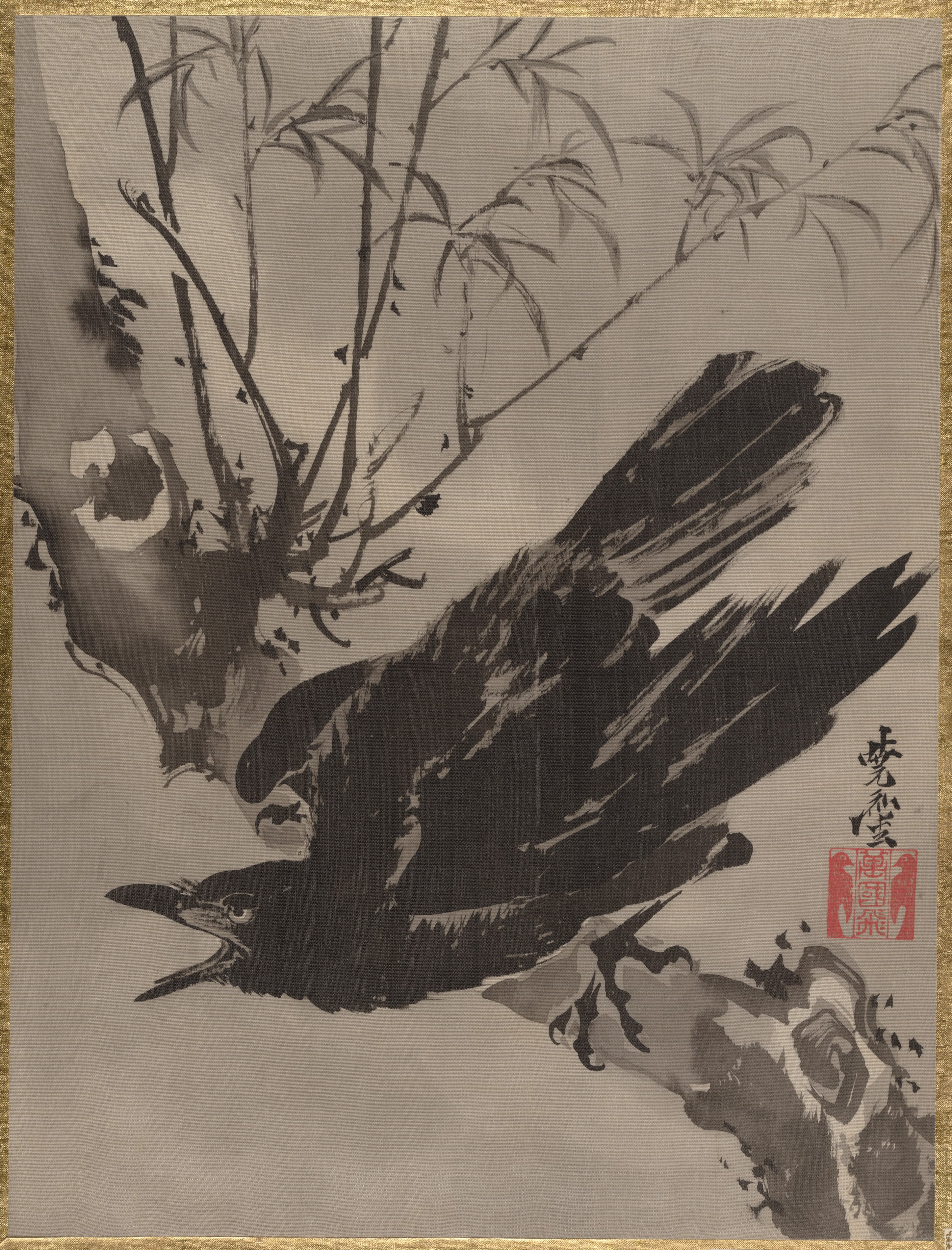
Rabe, 1887
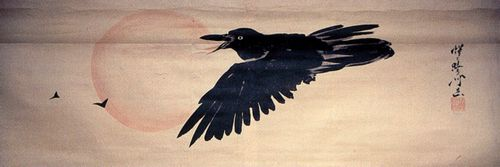
Krähe vor untergehender Sonne